# Elodes minuta
Elodes minuta är en skalbaggsart som först beskrevs av Carl von Linné 1767.  Elodes minuta ingår i släktet Elodes, och familjen mjukbaggar. Arten är reproducerande i Sverige.